# Ophrys fusca
Ophrys fusca é uma espécie de planta com flor pertencente à família Orchidaceae. 
A autoridade científica da espécie é Link, tendo sido publicada em Journal für die Botanik 2: 324. 1799.

## Portugal
Trata-se de uma espécie presente no território português, nomeadamente os seguintes táxones infraespecíficos:
- Ophrys fusca subsp. bilunulata - presente em Portugal Continental. Em termos de naturalidade é nativa da região atrás referida. Não se encontra protegida por legislação portuguesa ou da Comunidade Europeia.
- Ophrys fusca subsp. dyris - presente em Portugal Continental. Em termos de naturalidade é nativa da região atrás referida. Não se encontra protegida por legislação portuguesa ou da Comunidade Europeia.
- Ophrys fusca subsp. fusca - presente em Portugal Continental. Em termos de naturalidade é nativa da região atrás referida. Não se encontra protegida por legislação portuguesa ou da Comunidade Europeia.